# Ђорђе Павлић
Ђорђе Павлић (28. август 1938 — 9. мај 2015) биo је српски фудбалер и репрезентативац Југославије.

## Каријера
Професионалну каријеру започео је у фудбалском клубу Војводина 1960. године. Играо је на позицији нападача. За шест година колико је провео у клубу, одиграо је 109 утакмица на којима је постигао 48 голова.
Године 1966. прешао је у немачки МСВ Дуизбург. У првом тиму је одиграо 173 утакмице, постигавши 21 гол.
Од 1972. до 1974. године, играо је у Шварц-Вајс Есену. Током ове две године одиграо је 19 мечева у којима је постигао 3 поготка.
Од 1963. до 1964. године играо је за репрезентацију Југославије. Био је у саставу репрезентације Југославије која је играла на Олимпијским играма 1964. у Токију.
Укупно је одиграо две утакмице у репрезентацији и није постигао погодак.

## Успеси
- Војводина
  - Првенство Југославије: 1965/66.